# Tros de la Borda
El Tros de la Borda és un indret del terme municipal de Conca de Dalt, a l'antic terme d'Hortoneda de la Conca, al Pallars Jussà, en l'àmbit de l'antic poble de Perauba.
És just al nord de la Borda del Músic, al nord-oest de la Solana de les Feixes, al sud-oest de l'Obaga del Portal, al nord-est del Mal Graó i de les Costes de Baiarri.